# Biding
Pour l’article homonyme, voir Biding (Burgheim).
Ne doit pas être confondu avec Bining ou Buding.
Biding [bidɛ̃] est une commune française située dans le département de la Moselle et le bassin de vie de la Moselle-est, en région Grand Est.

## Géographie

### Communes limitrophes
| Saint-Avold            | Macheren | Marienthal        |
| Lachambre              | Biding   | Barst             |
| Lixing-lès-Saint-Avold | Maxstadt | Leyviller, Cappel |

### Orographie
Galgenberg
Grossberg
Mistberg.

### Hydrographie
La commune est située dans le bassin versant du Rhin au sein du bassin Rhin-Meuse. Elle est drainée par la Nied Allemande, le ruisseau l'Annetbach, le ruisseau le Graben, le ruisseau le Langenbach et le ruisseau Noterbach.
La Nied allemande, d'une longueur totale de 57,9 km, prend sa source dans la commune de Guenviller et se jette  dans la Nied à Condé-Northen, après avoir traversé 23 communes.

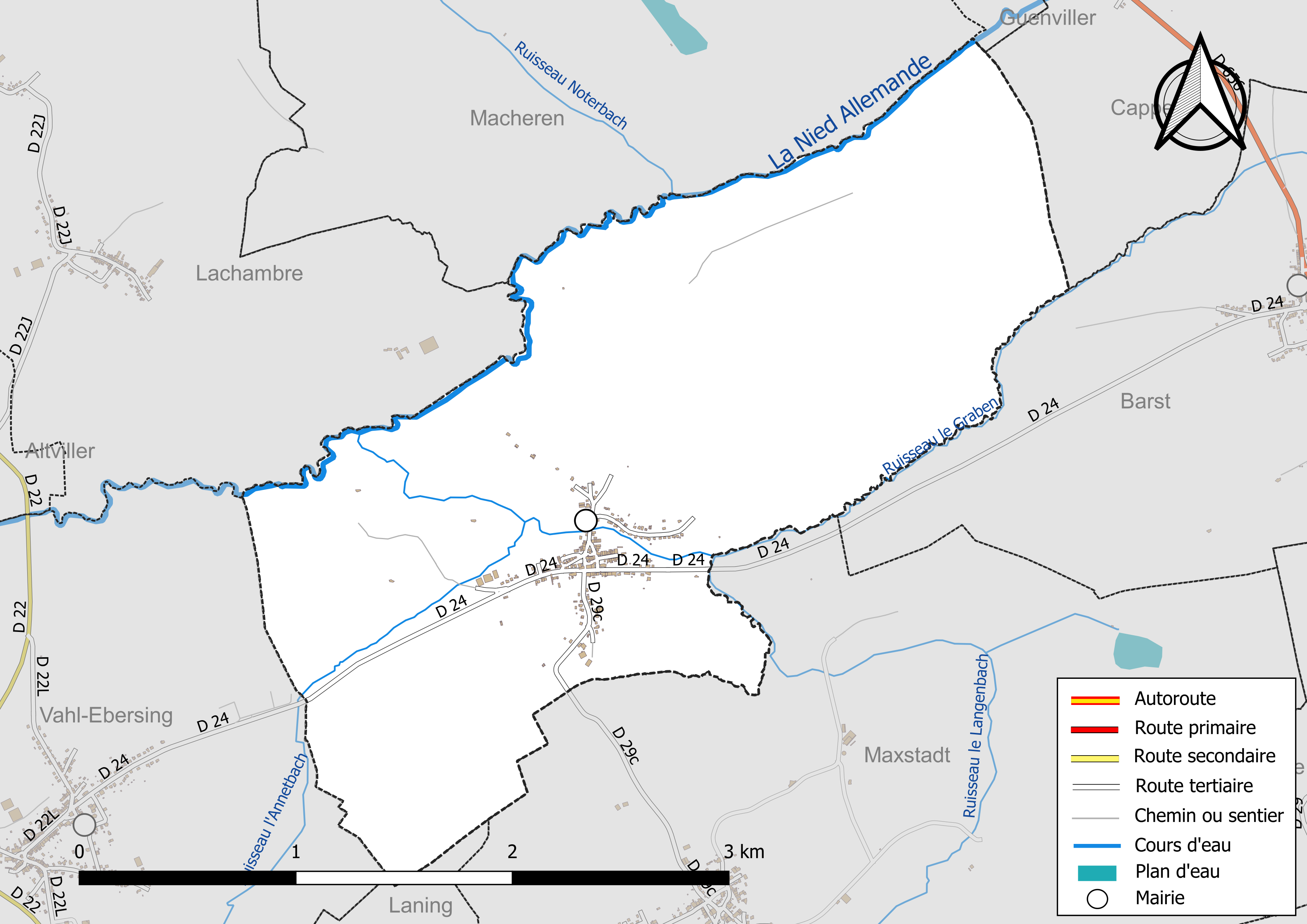
Réseaux hydrographique et routier de Biding.

La qualité des eaux des principaux cours d’eau de la commune, notamment de la Nied Allemande, peut être consultée sur un site spécial géré par les agences de l’eau et l’Agence française pour la biodiversité.

### Climat
Pour des articles plus généraux, voir Climat du Grand Est et Climat de la Moselle.
En 2010, le climat de la commune est de type climat des marges montargnardes, selon une étude du Centre national de la recherche scientifique s'appuyant sur une série de données couvrant la période 1971-2000. En 2020, Météo-France publie une typologie des climats de la France métropolitaine dans laquelle la commune est exposée à un climat semi-continental et est dans la région climatique  Lorraine, plateau de Langres, Morvan, caractérisée par un hiver rude (1,5 °C), des vents modérés et des brouillards fréquents en automne et hiver. 
Pour la période 1971-2000, la température annuelle moyenne est de 9,8 °C, avec une amplitude thermique annuelle de 16,9 °C. Le cumul annuel moyen de précipitations est de 821 mm, avec 11,5 jours de précipitations en janvier et 9,4 jours en juillet. Pour la période 1991-2020, la température moyenne annuelle observée sur la station météorologique de Météo-France la plus proche, « Seingbouse », sur la commune de Seingbouse à 7 km à vol d'oiseau, est de 10,5 °C et le cumul annuel moyen de précipitations est de 731,4 mm. 
La température maximale relevée sur cette station est de 37,9 °C, atteinte le 25 juillet 2019 ; la température minimale est de −17 °C, atteinte le 20 décembre 2009,,. 
Les paramètres climatiques de la commune ont été estimés pour le milieu du siècle (2041-2070) selon différents scénarios d'émission de gaz à effet de serre à partir des nouvelles projections climatiques de référence DRIAS-2020. Ils sont consultables sur un site spécial publié par Météo-France en novembre 2022.

## Urbanisme

### Typologie
Au 1er janvier 2024, Biding est catégorisée commune rurale à habitat dispersé, selon la nouvelle grille communale de densité à sept niveaux définie par l'Insee en 2022.
Elle est située hors unité urbaine. Par ailleurs la commune fait partie de l'aire d'attraction de Saint-Avold (partie française), dont elle est une commune de la couronne,. Cette aire, qui regroupe 28 communes, est catégorisée dans les aires de moins de 50 000 habitants,.

### Occupation des sols
L'occupation des sols de la commune, telle qu'elle ressort de la base de données européenne d’occupation biophysique des sols Corine Land Cover (CLC), est marquée par l'importance des territoires agricoles (71,4 % en 2018), une proportion sensiblement équivalente à celle de 1990 (71,7 %). La répartition détaillée en 2018 est la suivante : 
terres arables (37,3 %), prairies (34,1 %), forêts (24,2 %), zones urbanisées (4,3 %), zones agricoles hétérogènes (0,1 %). L'évolution de l’occupation des sols de la commune et de ses infrastructures peut être observée sur les différentes représentations cartographiques du territoire : la carte de Cassini (XVIIIe siècle), la carte d'état-major (1820-1866) et les cartes ou photos aériennes de l'IGN pour la période actuelle (1950 à aujourd'hui).

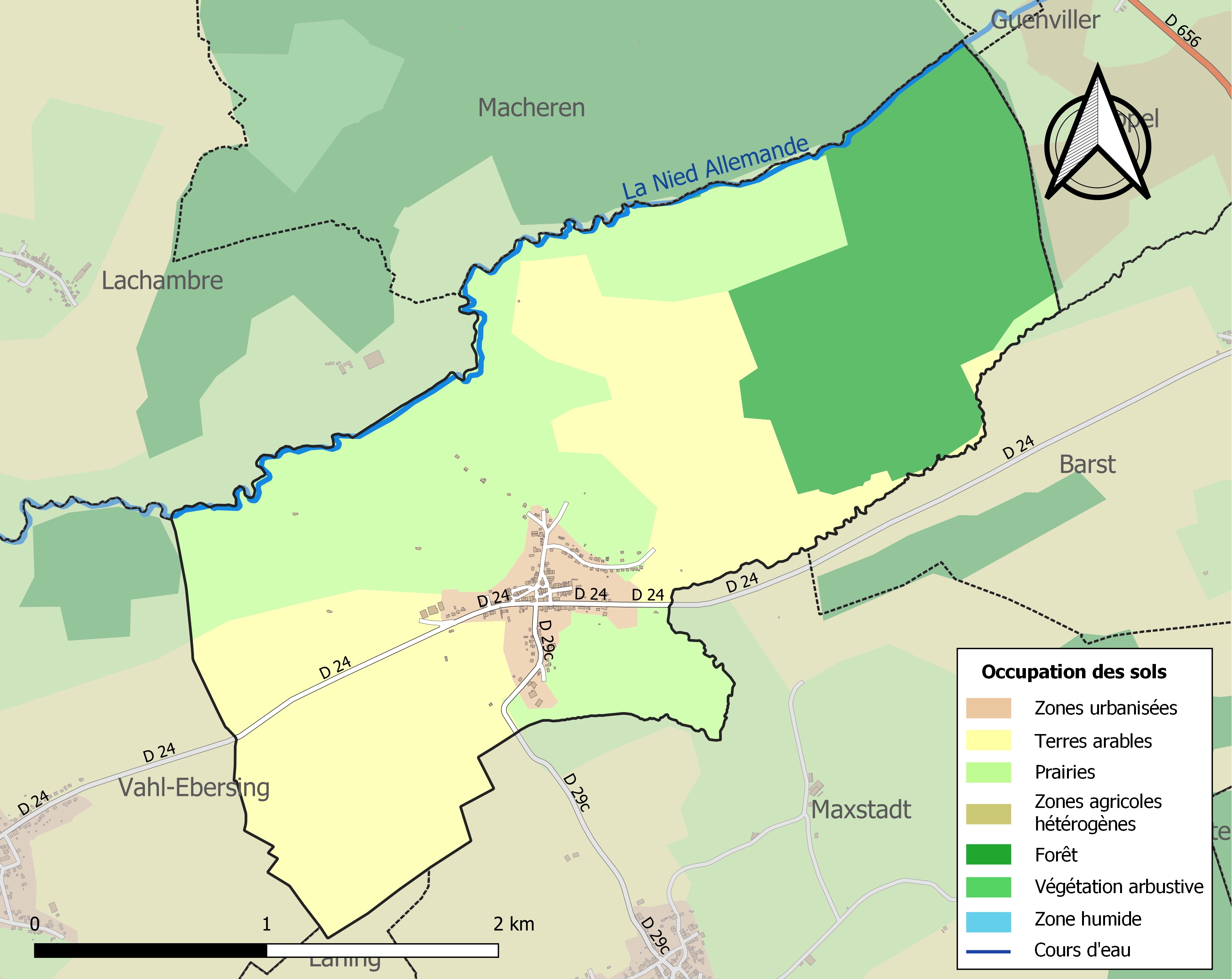
Carte des infrastructures et de l'occupation des sols de la commune en 2018 (CLC).

## Toponymie
- D'un nom de personne germanique Budo suivi du suffixe -ingen[14] puis -ing.
- Bidinges (1287)[15], Budingen (1606), Büdingen (1688), Bindigen (1684), Beding (1725), Buding (1787)[16], Biding (1793).
- Pendant la période 1871-1915, le nom n'a pas été modifié, ensuite ce fut Büdingen Kr. Forbach par décret impérial du 2 septembre 1915, nom valable jusqu'en 1920. (Ne pas confondre avec Büdingen Kr.Diedenhofen-O aujourd'hui Buding, arrondissement de Thionville).
- En francique lorrain : Bidinge.

## Histoire

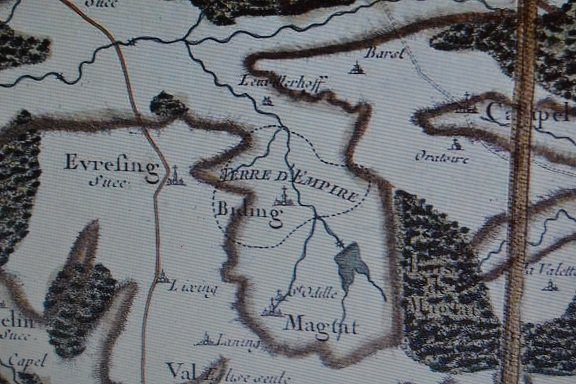
Terre d'Empire.

Biding dépendait de l’ancienne province de Lorraine, possession de l’abbaye de Saint-Avold. Les comtes de Créhange, sujets de l'Empire, ont acquis les droits à Biding par le mariage de Jean Ier de Créhange avec Henriette de Forbach en 1450. En 1549, le comte de Nassau obtient à son tour les droits sur le village, incluant la haute justice. En 1659, le comte de Créhange reprend ses droits sur Biding après un accord passé avec le comte de Nassau. 
Biding était donc une enclave du Saint-Empire romain germanique en Lorraine comme le montre la carte de Cassini n° 141 avec la mention Terre d’Empire, en 1766. Le village connaît dans la deuxième moitié du XVIIIe siècle des révoltes contre le comte, de concert avec les communautés de Pontpierre et Denting.
Biding n'est rattaché à la France qu'en 1793 : à la suite d'une pétition, écrite par les habitants avec ceux de Denting et de Lelling partie Empire, autres villages appartenant encore au comtes de Créhange, adressée à la Convention nationale, cette dernière décide leur annexion à la République le 20 mars 1793.
En 1793, Biding fait partie du canton d'Helimer. Depuis 1801, le village dépend du canton de Tenquin-Gros (aujourd'hui Grostenquin).

## Politique et administration

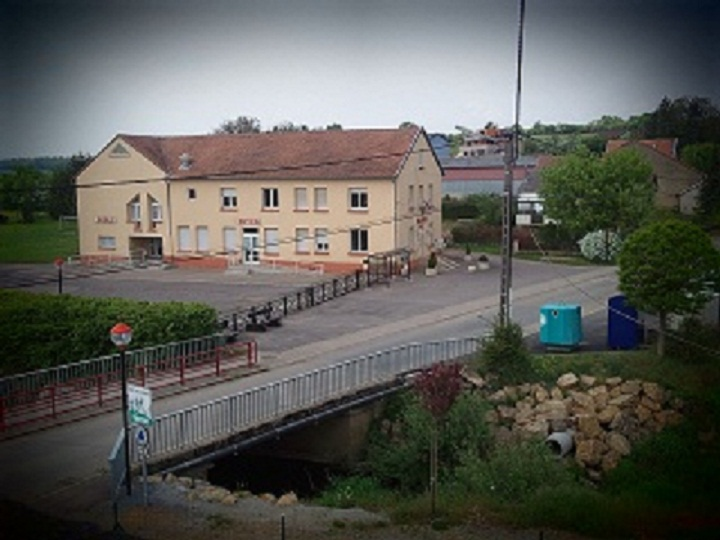
La mairie, le foyer et son école.

| Période                                  | Période  | Identité         | Étiquette | Qualité         |
| ---------------------------------------- | -------- | ---------------- | --------- | --------------- |
| Les données manquantes sont à compléter. |          |                  |           |                 |
| 1971                                     | 2008     | Jean Thiel       |           | Maire Honoraire |
| 2008                                     | En cours | Gérard Vayssette |           |                 |

## Démographie
L'évolution du nombre d'habitants est connue à travers les recensements de la population effectués dans la commune depuis 1793. Pour les communes de moins de 10 000 habitants, une enquête de recensement portant sur toute la population est réalisée tous les cinq ans, les populations de référence des années intermédiaires étant quant à elles estimées par interpolation ou extrapolation. Pour la commune, le premier recensement exhaustif entrant dans le cadre du nouveau dispositif a été réalisé en 2005.

En 2022, la commune comptait 339 habitants, en évolution de +4,31 % par rapport à 2016 (Moselle : +0,52 %, France hors Mayotte : +2,11 %).
| 1793 | 1800 | 1806 | 1821 | 1836 | 1841 | 1861 | 1866 | 1871 |
| ---- | ---- | ---- | ---- | ---- | ---- | ---- | ---- | ---- |
| 341  | 361  | 346  | 333  | 381  | 387  | 362  | 370  | 405  |

| 1875 | 1880 | 1885 | 1890 | 1895 | 1900 | 1905 | 1910 | 1921 |
| ---- | ---- | ---- | ---- | ---- | ---- | ---- | ---- | ---- |
| 391  | 363  | 381  | 436  | 374  | 393  | 378  | 356  | 261  |

| 1926 | 1931 | 1936 | 1946 | 1954 | 1962 | 1968 | 1975 | 1982 |
| ---- | ---- | ---- | ---- | ---- | ---- | ---- | ---- | ---- |
| 287  | 324  | 324  | 202  | 202  | 219  | 186  | 168  | 225  |

| 1990 | 1999 | 2005 | 2006 | 2010 | 2015 | 2020 | 2022 | - |
| ---- | ---- | ---- | ---- | ---- | ---- | ---- | ---- | - |
| 284  | 315  | 313  | 313  | 308  | 328  | 334  | 339  | - |

## Culture locale et patrimoine

### Lieux et monuments

#### Édifices civils
- Vestiges gallo-romains.
- Château 1878, annexe de l’orphelinat (1882) construit par sœur Catherine, native de Biding, et qui fut détruit en 1939-1945.
- Monument aux morts à la mémoire des enfants de Biding victimes de la Grande Guerre 1914-1918 et une plaque 1939-1945[24]. La commune étant annexée par l’Allemagne jusqu’à la fin de la Première Guerre mondiale – sauf mention contraire les soldats mentionnés pour 1914-1918 étaient de nationalité allemande et ne sont donc pas tous Morts pour la France[25]. En 1940 annexion de force (et non de droit comme en 1870), le territoire et les habitants sont restés juridiquement français.
- Mairie, foyer, école.

#### Édifices religieux
- Église Sainte-Barbe, 1747 : porche de 1728, autels du XVIIIe siècle.
- Huit calvaires dont :
  - Un monument vers la Nied à la mémoire d'un des fils de Goettmann Jean (1767-1819) et de Marguerite Richert (1784-1823)
  - Un monument vers Barst à la mémoire de Jean Goettmann (1836-1895), fils de G. Jean et de Catherine Schwartz.

Calvaires de Biding
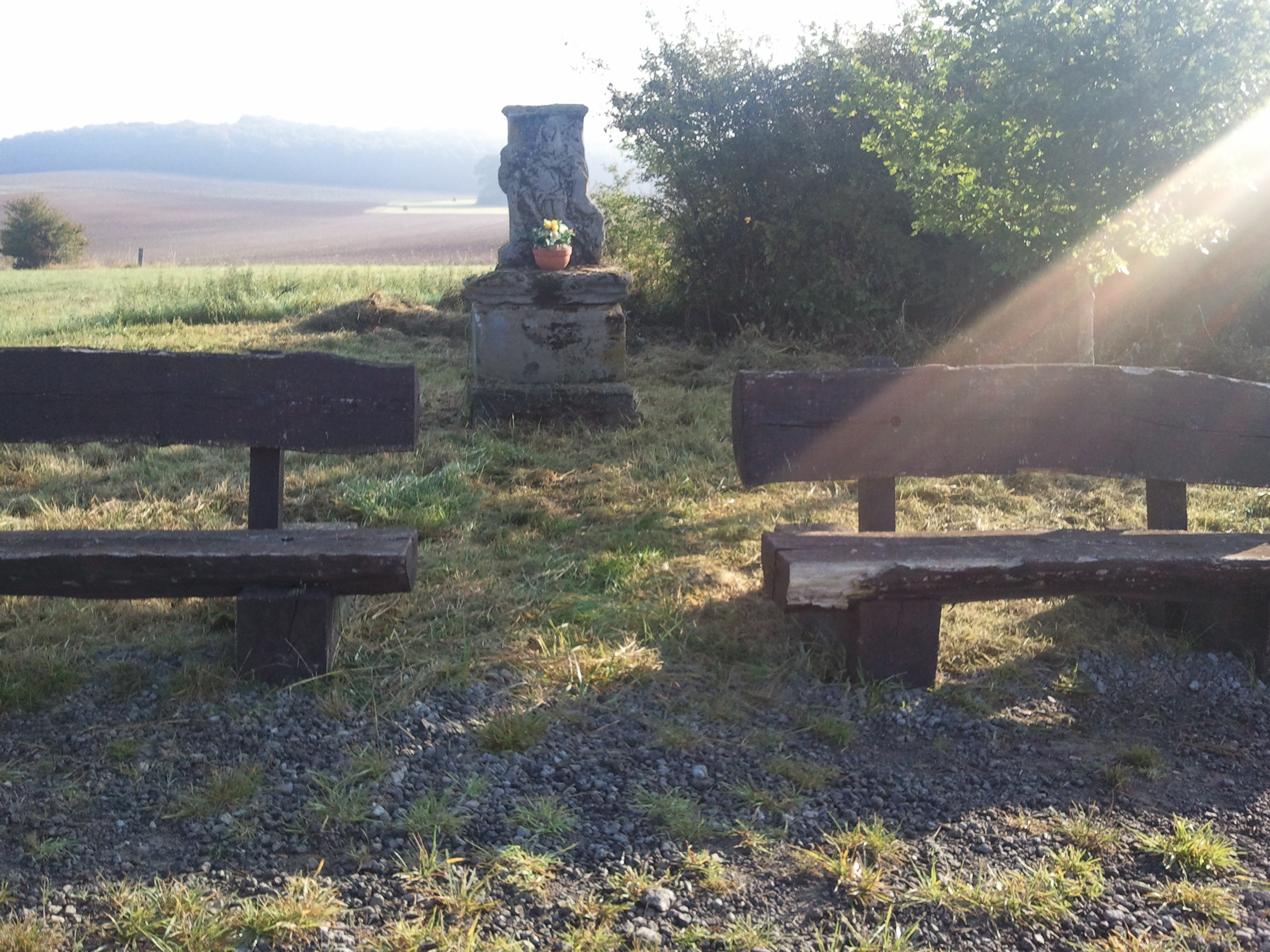
Rue du  Grossberg.
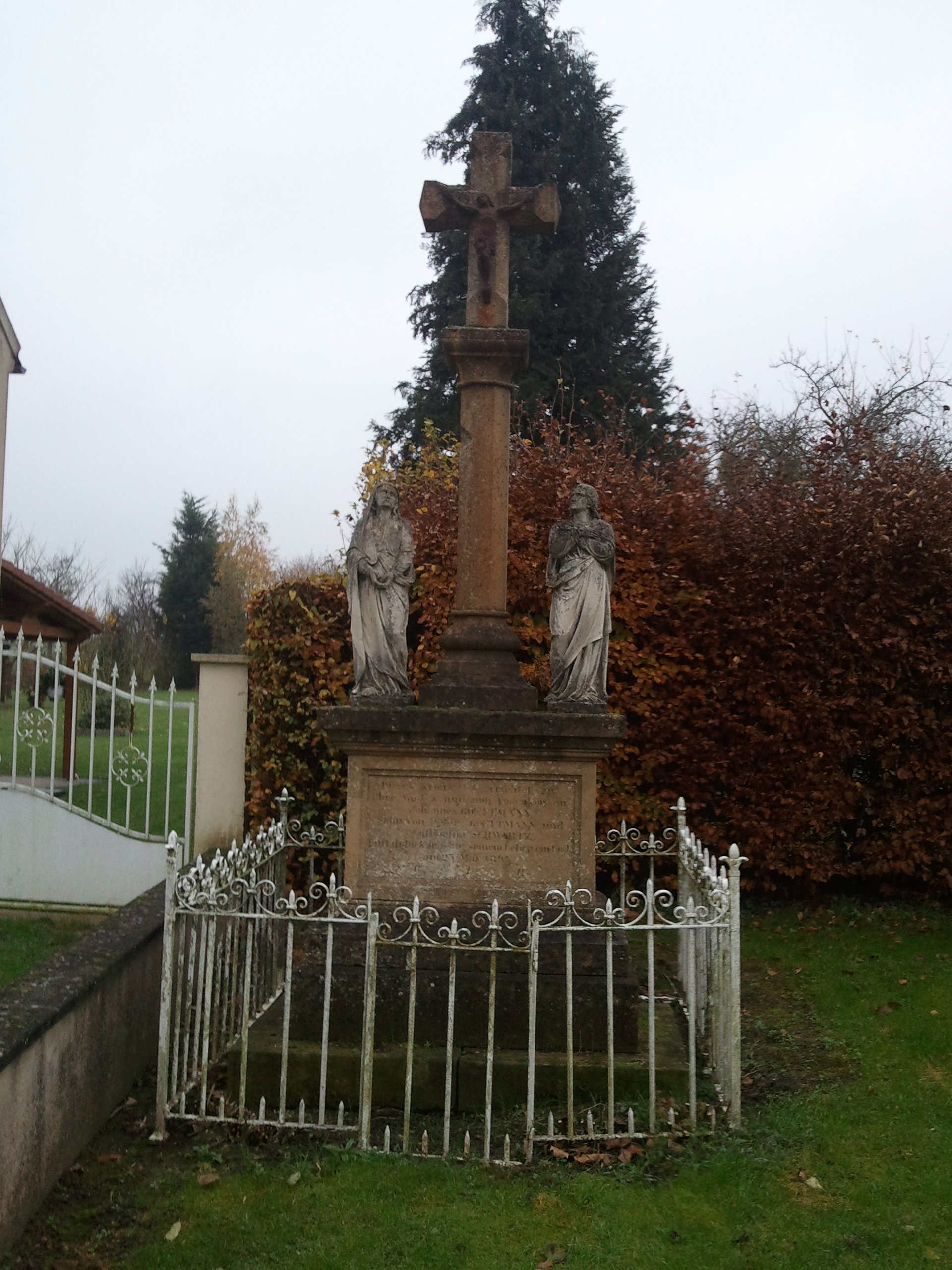
1895 - Situé Grand rue de Biding vers Barst
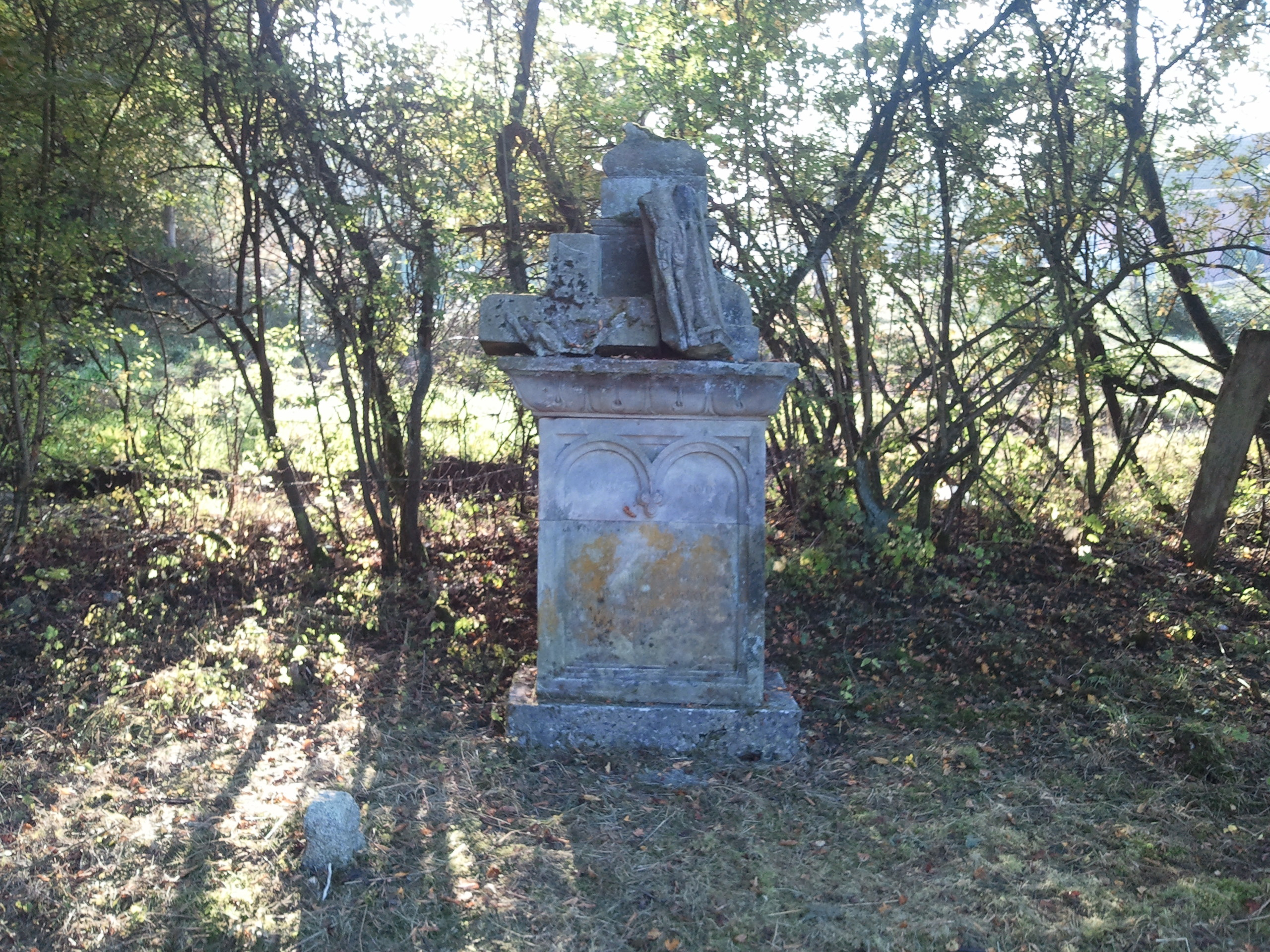
Rue du Grossberg.
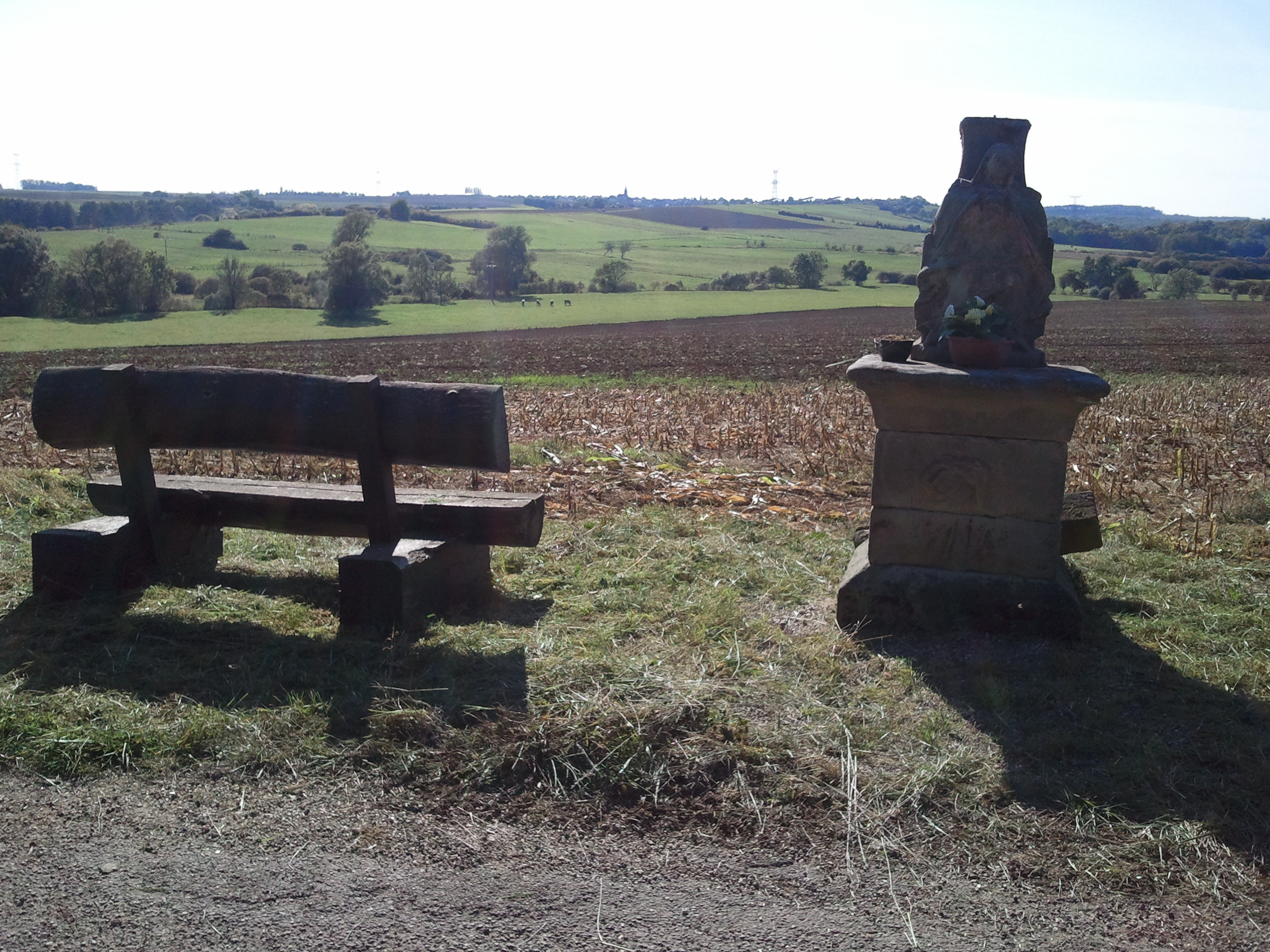
Rue du Petit-Mont.
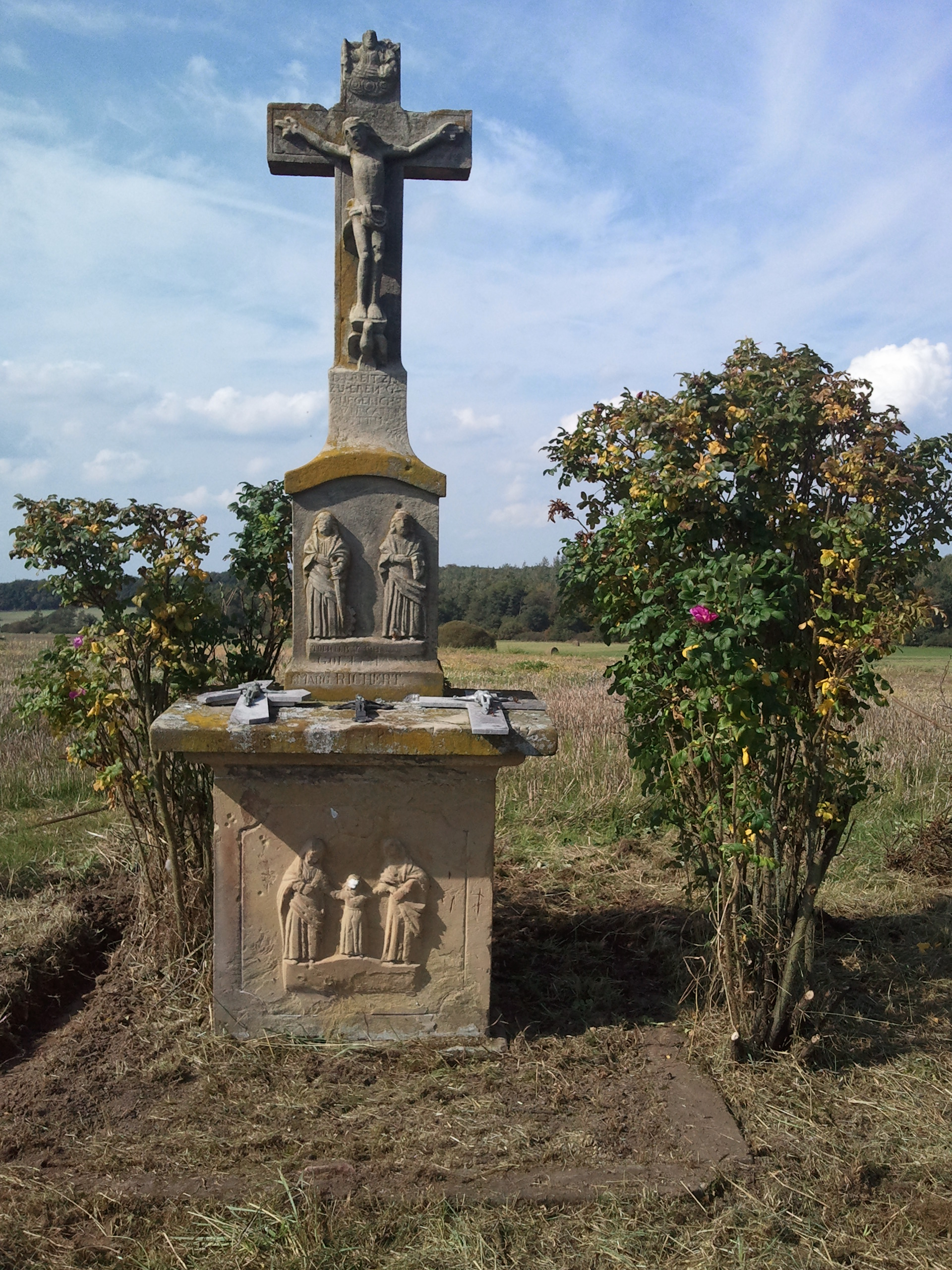
1800-1850 - Vers la Nied - Direction Macheren
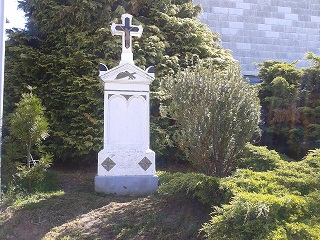
Rue de la Libération.
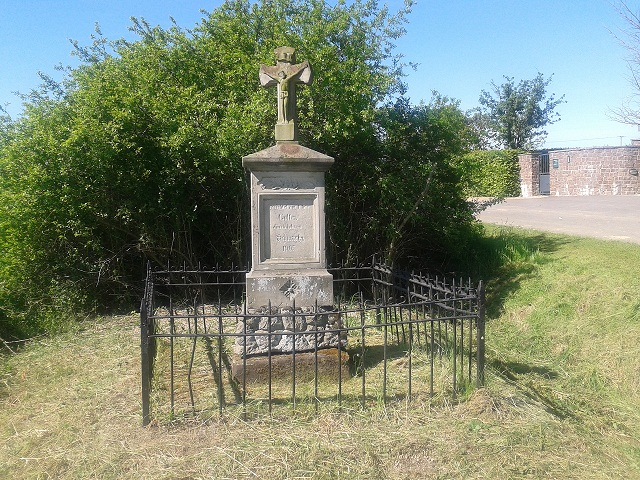
Rue de la Libération, sortie village.
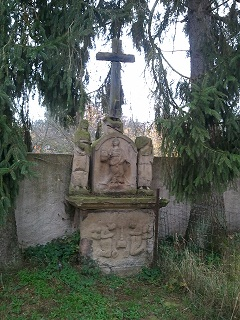
Jardin du presbytère.

- Le cimetière des Sœurs.

Cimetière des Sœurs
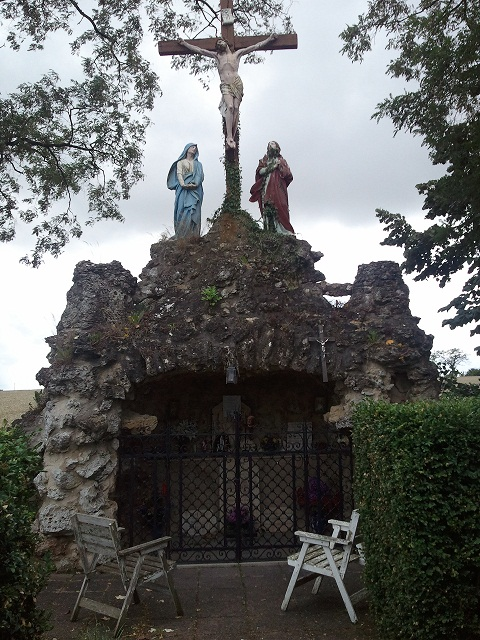
La grotte.
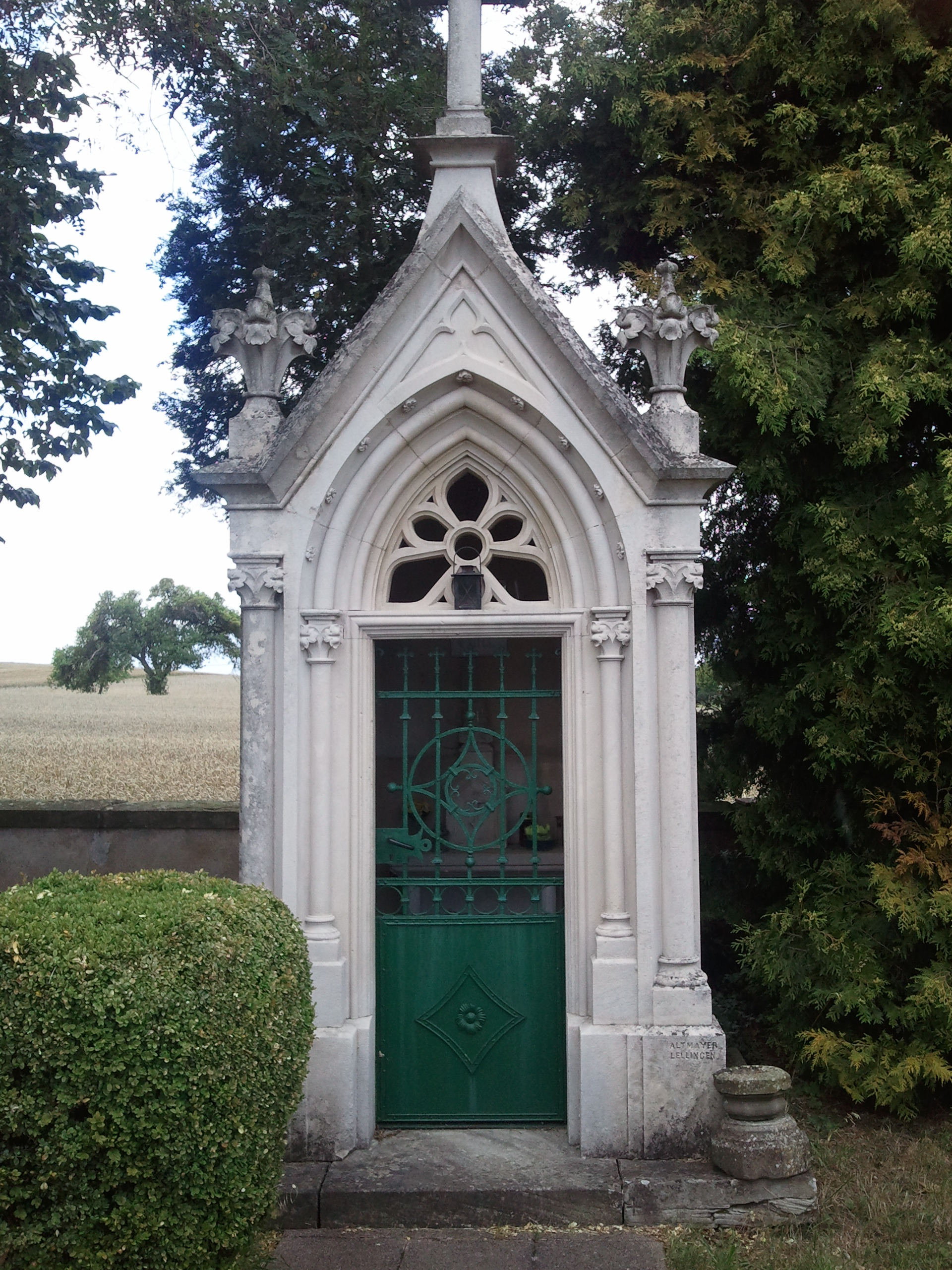
Le caveau.

### Héraldique
| Blason de Biding | Blason  | Parti: au 1er d'argent à la fasce de gueules, à la crosse d'azur brochant en pal sur le tout, au 2e de sable au lion d'argent, couronné, armé et lampassé d'or. |
| Blason de Biding | Détails | Le statut officiel du blason reste à déterminer. |

## Pour approfondir